# Charter
O termo charter ou chárter refere-se ao fretamento  de aeronave. Trata-se de uma operação de transporte aéreo comercial público e não regular, para o transporte de passageiros ou carga, com horário, origem e destino ajustados em função da demanda.

## Voo charter
Um voo charter ocorre que a locação de uma aeronave com o objetivo de transportar carga ou grupo de pessoas, fora do padrão e horários das companhias aéreas. 
São utilizados por operadoras de turismo que vendem pacotes que incluem o transporte, delegações esportivas e grupos de pessoas. 
Geralmente são feitos em  aeronaves de empresas aéreas, que fornecem toda a tripulação e os serviços inerentes ao voo. 
Diferem do taxi-aéreo, que ao contrário do charter, são realizados por aeronaves pequenas, podendo servir aeroportos pequenos ou privados.